# 佤民族军
佤民族军（縮寫 WNA），又称佤民族解放军，是历史上活动于缅甸掸邦与泰国边境地区的一支少数民族地方武装。是佤民族组织的武装部队。

## 历史
1964年在缅军支持下，成立了针对缅甸共产党的“嘎戈耶”反共自卫民团，该民团联合了掸邦军与羅星漢；1973年，军政府决定解散嘎戈耶；1974年7月29日，佤民族军连同佤民族组织一起成立。组织领导人为温贡官家（Ving Ngun）的詔法麻哈桑。
1977年，佤民族军取消了与掸邦军的联盟，转为与李文焕将军领导的活动于中缅边境的国民党第三军联手。1983年，佤民族军的政治翼佤民族组织正式加入了全国民主力量党。
20世纪80年代，佤民族军在掸邦北部，缅甸与泰国边界附近活动，但活动区域不包括1989年以前由缅甸共产党控制的该地区的山区。 1984年，佤民族组织成立了佤民族委员会（WNC）。
1997年8月，佤民族军与国家和平与发展委员会签署了停火协议。